# Corte de Apelaciones de San Miguel
La Corte de Apelaciones de San Miguel es la corte de apelaciones chilena que tiene asiento en San Miguel y cuyo territorio jurisdiccional actual comprende parte de la Región Metropolitana de Santiago, correspondiente a las provincias de Cordillera, Maipo, Talagante y Melipilla y a las comunas de Lo Espejo, San Miguel, San Joaquín, La Cisterna, San Ramón, La Granja, El Bosque, La Pintana y Pedro Aguirre Cerda de la provincia de Santiago.

## Historia
Fue fundada el 31 de marzo de 1978, día en que se publicó en el Diario Oficial el Decreto ley N° 2145, el cual pone en funcionamiento este tribunal con el nombre de «Corte de Apelaciones Presidente Aguirre Cerda».
La creación de esta nueva corte de apelaciones fue fruto de una solicitud de la Corte Suprema a la Junta de Gobierno de la época y obedeció al progresivo aumento de la carga laboral de la Corte de Apelaciones de Santiago, tal como lo revela el mensaje del Decreto ley N° 2145:

«'1°- El creciente aumento que en los últimos quince años ha experimentado el trabajo de la Corte de Apelaciones de Santiago, lo que se ha traducido en la imposibilidad de otorgar justicia expedita en la región más poblada del país, y 2°- La proposición formulada por la Corte Suprema con el objeto de solucionar los inconvenientes de la situación anteriormente descrita, La Junta de Gobierno de la República de Chile ha acordado dictar el siguiente Decreto ley».

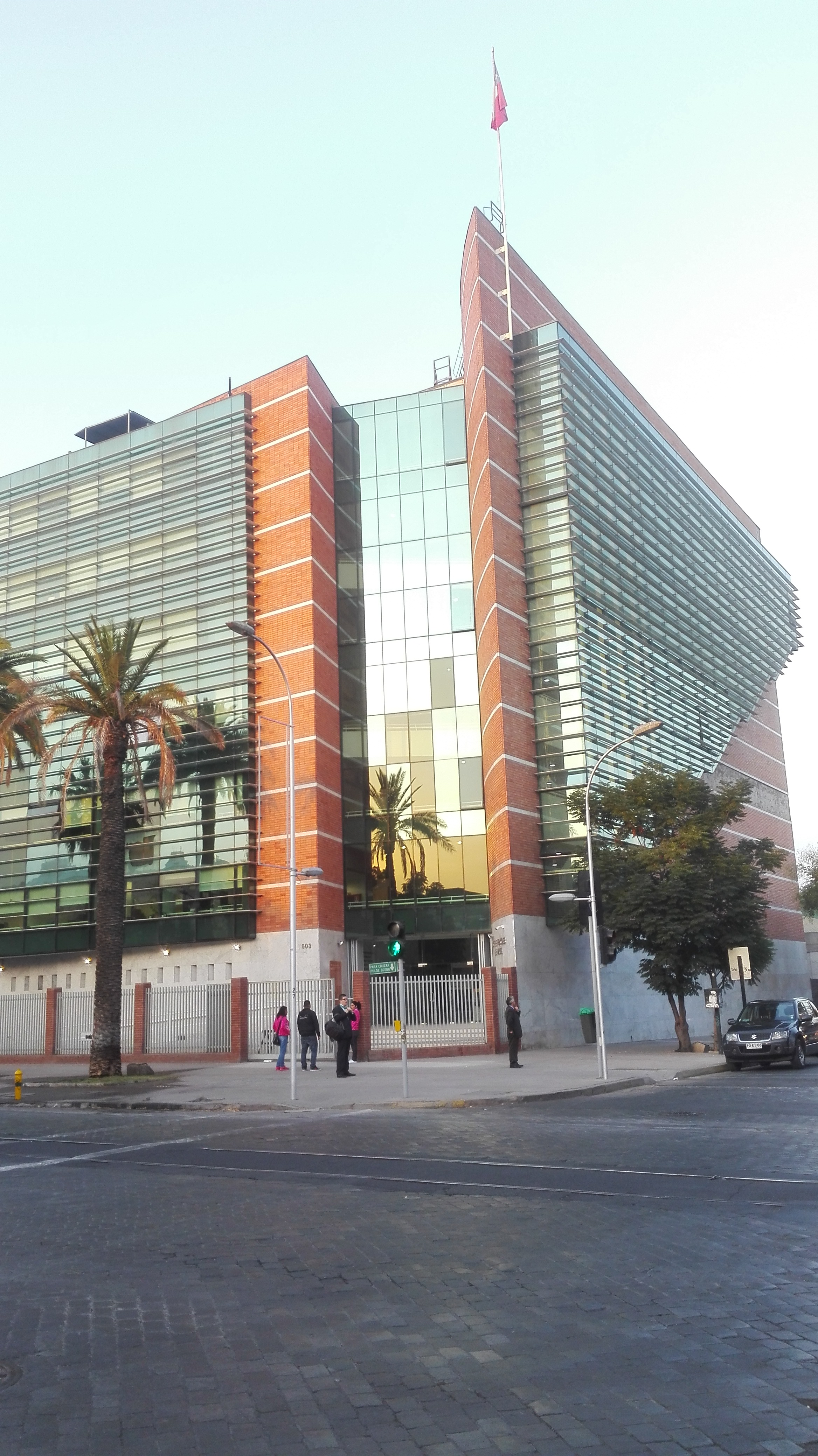
Edificio que albergó a la Corte entre febrero de 2016 y diciembre de 2019, durante la construcción del actual edificio

Su nombre original se debe a que su asiento estaba en el entonces Departamento Presidente Aguirre Cerda, que sin embargo sería suprimido en virtud del proceso de regionalización.
Más tarde, el 18 de enero de 1989 se publicó en el Diario Oficial la ley N° 18776, la cual cambia el nombre de la «Corte de Apelaciones Presidente Aguirre Cerda» por el de «Corte de Apelaciones San Miguel», nombre con el que se le conoce hasta la actualidad.

## Sede
Su instalación se decidió en una antigua casona colonial ubicada en la comuna de San Miguel adquirida por el Poder Judicial. Aquella antigua construcción apenas era una cuarta o quinta parte de lo que es actualmente. En su interior se ubicaron sus primeras dos salas de audiencia.
El 28 de febrero de 2016, y con motivo de la remodelación de su sede principal, la Corte de Apelaciones de San Miguel fue trasladada a Av. España N° 503, Santiago, a la espera de su sede definitiva.
El 25 de febrero de 2020 se inaugura el nuevo edificio que funciona como sede definitiva de la Corte de Apelaciones de San Miguel, ubicado en calle Álvarez de Toledo N° 1022, comuna de San Miguel. Moderno edificio de 5 pisos, que además en su edificio contiguo se ubican los juzgados de Familia de San Miguel.

## Composición

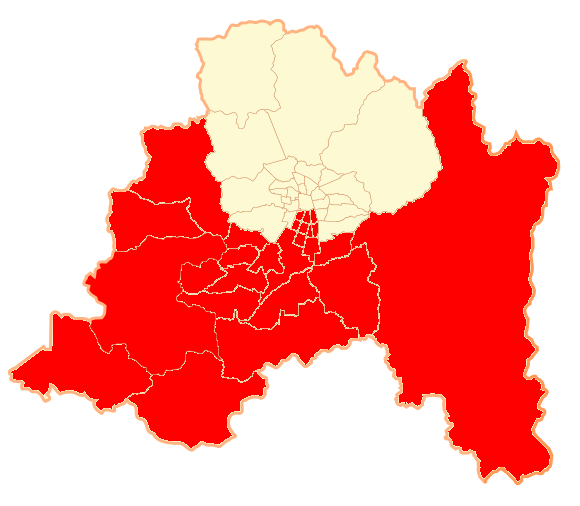
Territorio jurisdiccional de la Corte de Apelaciones de San Miguel (en rojo).

Destaca de la composición actual la gran presencia femenina en la corte, donde 14 de sus ministros son mujeres y sólo 3 son hombres.
- Ministros: 2024
  - Roberto Contreras Olivares
  - María Carolina Catepillán Lobos
  - María Teresa Díaz Zamora
  - Ana María Cienfuegos Barros
  - Liliana Mera Muñoz
  - María Soledad Espina Otero
  - Sylvia Pizarro Barahona
  - Marianela Cifuentes Alarcón
  - Patricio Martinez Benavides
  - Catalina Gonzalez Torres
  - Celia Catalan Romero
  - Luis Sepulveda Coronado
  - Danilo Quezada Rojas
  - Carlos Farias Pino
  - Claudia Lazen Manzur
  - Carolina Vasquez Acevedo
  - Juan Muñoz Lopez
  - María Alejandra Pizarro Soto (P)
- Abogados integrantes[6]2024
  - Adelio Misseroni Raddatz
  - Jonatan Valenzuela Saldias
  - Francisco Cruz Fuenzalida
  - William García Machmar
  - Juan Reyes Taha
  - Florina Bueno Moraga
  - Fernando Monsalve Arias
  - Juan Silva Aldunate
  - Patricia Muñoz García
- Fiscales Judiciales
- Tita Aránguiz Zúñiga
- Jaime Salas Astrain
- Carla Troncoso Bustamante
- Anamaría Quintero Harvey